# Боктор
Бокто́р (рос. Боктор) — село у складі Комсомольського району Хабаровського краю, Росія. Адміністративний центр та єдиний населений пункт Бокторського сільського поселення.

## Населення
Населення — 343 особи (2010; 401 у 2002).
Національний склад (станом на 2002 рік):
- росіяни — 84 %